# 仆射
僕射，古職官名，《漢官儀註》曰：“僕，主也。古者重武事，每官必有主射督課之，故名。”到宋徽宗之后被逐渐废除。
商、周王族貴族重視射禮，《周礼·夏官·射人》：“若有国事，则掌其戒令，詔相其事。掌其治达；以射法治射仪。” 朱子曰：“禮僕人師扶左，射人師扶右。”
秦朝时代設置，為主射左右之臣，古人重視武官，凡主事者，皆命以善於射箭者輔之，故稱「僕射」。秦朝時各官署大多设置「僕射」，为官署次官。
汉朝之后，以僕射为名的，仅见尚書僕射，位在尚书令之下。宋徽宗時改左右僕射為太宰、小宰，此後僕射之名不復存在。隋、唐、五代、宋、金、辽，尚書僕射均为宰相官阶。